# Andrea Beitzel
Andrea Beitzel ist eine ehemalige deutsche Radrennfahrerin.
1987 belegte Andrea Beitzel bei der Weltmeisterschaft der Junioren im Straßenrennen Rang vier. 1988 wurde sie deutsche Meisterin im Sprint, im Jahr darauf Vize-Meisterin im Punktefahren.